# 4-es busz (Dunaújváros)
A dunaújvárosi 4-es jelzésű autóbusz a Papírgyár, étterem - Autóbusz-állomás - Bocskai utca - Szórád Márton út - Autóbusz-állomás - Papírgyár, étterem útvonalon közlekedik körjáratként. A járatot a Volánbusz üzemelteti.

## Közlekedése
Csak hétvégén, reggel és délután közlekedik.

## Útvonala
| Papírgyár, étterem → Autóbusz-állomás → Bocskai utca → Szórád Márton út → Autóbusz-állomás → Papírgyár, étterem |
| --- |
| Papírgyár, étterem – Papírgyári út – Vasmű tér – Papírgyári út – Hunyadi János utca – Szórád Márton út – Dózsa György út – Bocskai István utca – Bercsényi Miklós utca – Szórád Márton út – Hunyadi János utca – Vasmű tér – Papírgyári út – Papírgyár, étterem |

## Megállóhelyei
| 0  | Papírgyár, étterem       |                                                                  | Papírgyár |
| 1  | Papírgyár, irodaház      | 2, 3, 44                                                         | Papírgyár |
| 2  | Papírgyári elágazás      | 2, 3, 8, 44                                                      | |
| 4  | Közútkezelő kht.         | 2, 3, 8, 44                                                      | Magyar Közút Kht. |
| 5  | Ferrobeton               | 2, 3, 8, 44                                                      | |
| 6  | Tűzoltóság               | 2, 3, 8, 44                                                      | Tűzoltó-parancsnokság |
| 7  | Vasmű igazgatóság        | 2, 3, 8, 18, 29, 35, 40, 44                                      | Dunai Vasmű, Dunaferr Szakközép- és Szakiskola, Vásártér, Stadion, Jégcsarnok, Sportcsarnok                                                                                                 |
| 9  | Autóbusz-állomás         | 2, 8, 11, 18, 20, 22, 23, 24, 25, 27, 29, 32, 33, 35, 40, 44, 45 | Helyközi autóbusz-állomás, Fabó Éva Sportuszoda, Aquantis Wellness- és Gyógyászati Központ, Vásárcsarnok, Dunaújvárosi Egyetem, Vasvári Pál Általános Iskola                                |
| 11 | Dózsa György út 60.      | 2, 8, 11, 18, 20, 22, 23, 24, 25, 27, 29, 32, 33, 35, 40, 44, 45 | Dunaújváros Áruház, Dunaújvárosi Egyetem, Széchenyi István Gimnázium és Kollégium, Dunaújvárosi SZC Kereskedelmi és Vendéglátóipari Szakgimnáziuma és Szakközépiskolája, Csillagvirág Óvoda |
| 12 | Bocskai utca             | 18, 33, 40, 44, 45                                               | Dunaújvárosi Egyetem Semmelweis Kollégium, Kádár-völgyi Sportcentrum |
| 14 | Szilágyi Erzsébet Iskola | 18, 33, 40, 44, 45                                               | Dunaújvárosi SZC Hild József Szakgimnáziuma, Szakközépiskolája és Szakiskolája, Aprók Háza Tagóvoda, Szilágyi Erzsébet Általános Iskola és Szakiskola                                       |
| 16 | Szórád Márton út 44.     | 2, 8, 11, 20, 22, 23, 24, 25, 27, 29, 33, 35, 44                 | Dózsa György Általános Iskola, Margaréta Tagóvoda, Krisztus Király templom, Bánki Donát Gimnázium és Szakközépiskola                                                                        |
| 18 | Szórád Márton út 20.     | 2, 8, 11, 18, 20, 22, 23, 24, 25, 27, 29, 32, 33, 35, 40, 44, 45 | Dunaújváros Áruház, Dunaújvárosi Egyetem, Széchenyi István Gimnázium és Kollégium, Dunaújvárosi SZC Kereskedelmi és Vendéglátóipari Szakgimnáziuma és Szakközépiskolája, Csillagvirág Óvoda |
| 20 | Autóbusz-állomás         | 2, 8, 11, 18, 20, 22, 23, 24, 25, 27, 29, 32, 33, 35, 40, 44, 45 | Helyközi autóbusz-állomás, Fabó Éva Sportuszoda, Aquantis Wellness- és Gyógyászati Központ, Vásárcsarnok, Dunaújvárosi Egyetem, Vasvári Pál Általános Iskola                                |
| 22 | Vasmű igazgatóság        | 2, 3, 8, 18, 29, 35, 40, 44                                      | Dunai Vasmű, Dunaferr Szakközép- és Szakiskola, Vásártér, Stadion, Jégcsarnok, Sportcsarnok                                                                                                 |
| 23 | Tűzoltóság               | 2, 3, 8, 44                                                      | Tűzoltó-parancsnokság |
| 24 | Ferrobeton               | 2, 3, 8, 44                                                      | |
| 25 | Közútkezelő kht.         | 2, 3, 8, 44                                                      | Magyar Közút Kht. |
| 27 | Papírgyári elágazás      | 2, 3, 8, 44                                                      | |
| 28 | Papírgyár, irodaház      | 2, 3, 44                                                         | Papírgyár |
| 29 | Papírgyár, étterem       | 2, 3, 44                                                         | Papírgyár |